# Rubus wisconsinensis
Rubus wisconsinensis är en rosväxtart som beskrevs av Liberty Hyde Bailey. Rubus wisconsinensis ingår i släktet rubusar, och familjen rosväxter. Inga underarter finns listade i Catalogue of Life.